# Система мгновенного обмена сообщениями

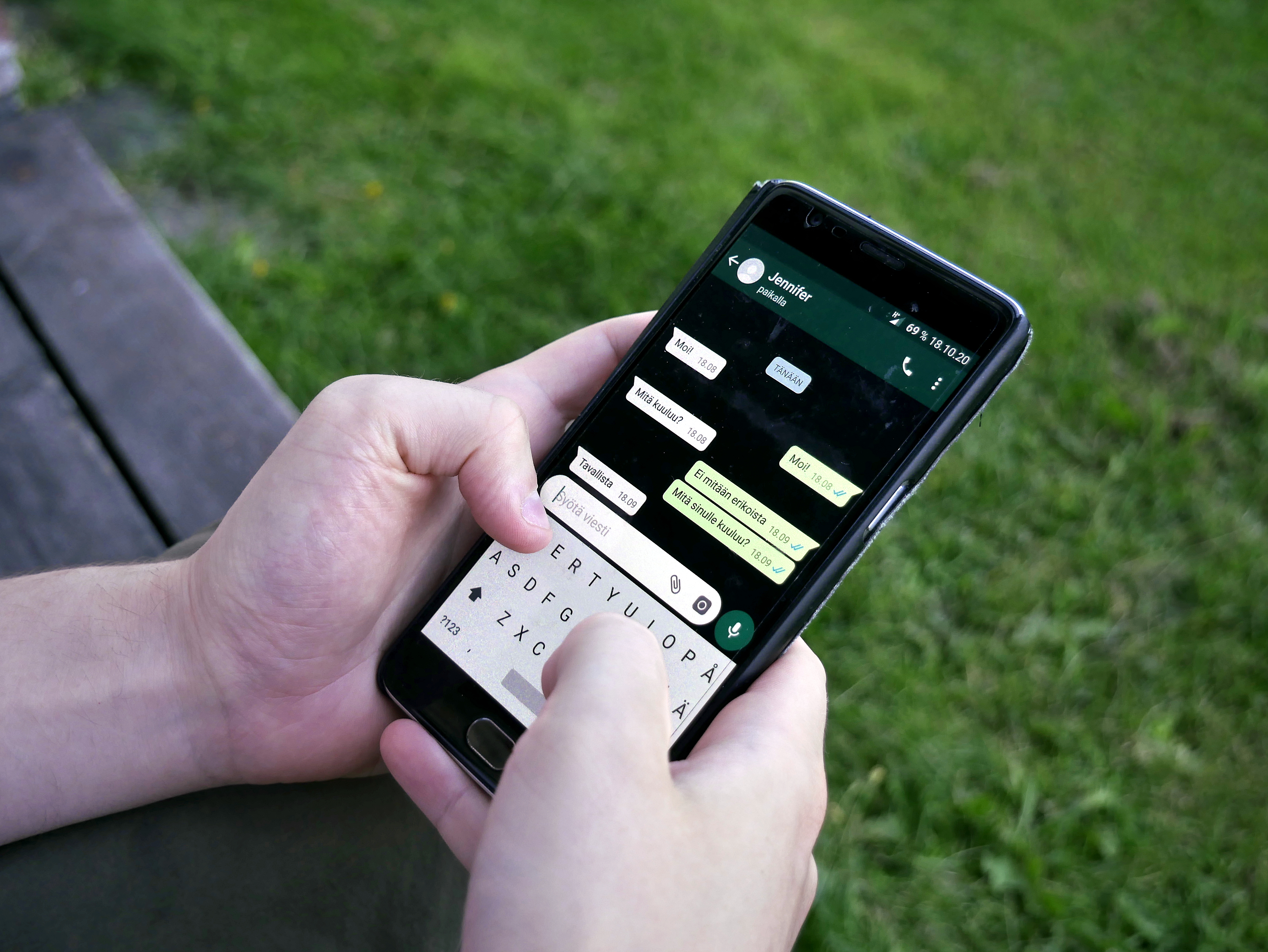
Пример переписки в мессенджере WhatsApp на смартфоне

Мгновенный обмен сообщениями (англ. Instant messaging, IM) — это тип синхронной компьютерно-опосредованной коммуникации, предполагающей мгновенную (в реальном времени) передачу сообщений между двумя или более сторонами через интернет или другую компьютерную сеть.
Программа, мобильное приложение или веб-сервис для мгновенного обмена сообщениями обычно называется «ме́ссенджер» (англ. messenger). Современные мессенджеры имеют возможность производить обмен текстом, фотографиями, видео, эмодзи, передачу файлов, голосовые вызовы и видеозвонки.
Мессенджеры могут быть отдельными приложениями (WhatsApp, Snapchat) или быть интегрированным в более широкую платформу, например в социальную сеть (Facebook Messenger). В мессенджеры могут быть встроены функции публичных блогов (Telegram) или системы электронных платежей (WeChat).
Мгновенный обмен сообщениями появился на заре интернета, протокол IRC был первым, получившим широкое распространение. Технология обмена сообщениями по сотовой сети, а не в интернете, получила название SMS. Позже, в 1990-х годах, ICQ стал одним из первых успешных коммерческих мессенджеров, а затем появилось несколько конкурирующих сервисов. На 2018 год у крупнейшего мессенджера WhatsApp примерно 1,3 миллиарда ежемесячных пользователей.

## Обзор

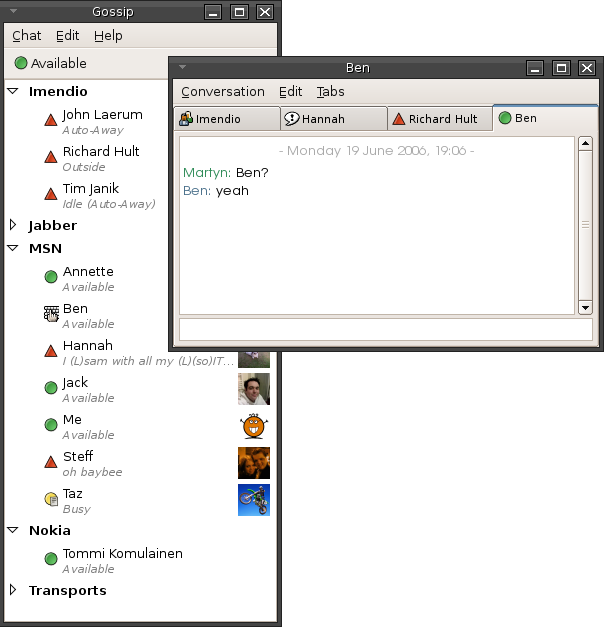
Пример обмена мгновенными сообщениями на компьютере: в левом окне программы отображается список контактов, а в правом — активная беседа

Для подобного рода коммуникации необходима клиентская программа, так называемый мессенджер (англ. messenger — курьер). Отличие от электронной почты здесь в том, что обмен сообщениями идёт в реальном времени (англ. instant — мгновенно). Большинство IM-клиентов позволяет видеть, подключены ли в данный момент абоненты, занесённые в список контактов. В ранних версиях программ всё, что печатал пользователь, тут же передавалось. Если он делал ошибку и исправлял её, это тоже было видно. В таком режиме общение напоминало телефонный разговор. В современных программах сообщения появляются на мониторе собеседника уже после окончания редактирования и отправки сообщения.
Как правило, мессенджеры не работают самостоятельно, а подключаются к центральному компьютеру сети обмена сообщениями, называемому сервером. Поэтому мессенджеры и называют клиентами (клиентскими программами). Термин является понятием из клиент-серверных технологий.
Широкому кругу пользователей известно некоторое количество популярных сетей (и клиентов) обмена сообщениями, таких как IRC, Skype, MyChat, ooVoo, AIM, ICQ, MSN, Yahoo!, Jitsi, XMPP, Gem4me. Каждая из этих сетей разработана отдельной группой разработчиков, имеет отдельные серверы и протоколы, отличается своими правилами и особенностями. Между различными сетями обычно нет прямой связи (только в XMPP существует понятие межсетевого транспорта), таким образом, пользователь сети Skype не может связаться с пользователем сети ICQ, однако ничто не мешает быть одновременно пользователем нескольких сетей.
Почти для каждой из сетей есть свой мессенджер, разработанный той же командой разработчиков. Так, для пользования тремя последними из вышеуказанных сетей разработчиками предлагаются программы с одноимёнными названиями: ICQ, Windows Live Messenger, Yahoo! Messenger, а также Skype. Таким образом, если один из адресатов пользуется только сетью ICQ, а другой — только сетью MSN, то можно общаться с ними одновременно, установив на своем компьютере и ICQ, и MSN Messenger и зарегистрировавшись в обеих сетях (либо через соответствующие транспорты в XMPP).
В качестве альтернативного мессенджера можно выбрать программу стороннего производителя, как коммерческую, так и бесплатную. Популярными альтернативными программами для общения в сети ICQ являются QIP 2005/QIP Infium, Psi/Psi+ (через XMPP-транспорт), Trillian, Miranda IM, Pidgin, MyChat. Также некоторые из них позволяют подключаться одновременно к нескольким сетям, то есть являются мультипротокольными, что избавляет от необходимости устанавливать отдельный мессенджер для каждой сети и позволяет общаться со всеми адресатами единым образом независимо от сети; все перечисленные в предыдущем предложении клиенты ICQ, за исключением версии QIP 2005, поддерживают и протокол XMPP.
Большинство IM-сетей использует закрытые протоколы, поэтому альтернативные клиенты теоретически могут обладать меньшим количеством базовых функций, чем официальные, хотя на практике чаще бывает наоборот. Однако при изменениях протокола на стороне сервера сети альтернативные клиенты могут внезапно перестать работать (например, подобное явление наблюдалось для «нефирменных» клиентов сервиса ICQ в России).
В качестве альтернативы проприетарным протоколам для IM был разработан открытый и хорошо расширяемый протокол XMPP (также известный как Jabber), используемый в таких сервисах, как Google Talk, Я.Онлайн и др. Этот протокол часто используется для организации общения в корпоративных и других локальных сетях и имеет ряд существенных преимуществ, как, например, шифрование сообщений и стабильность на неустойчивых каналах связи. Протокол децентрализованный, его архитектура напоминает электронную почту, где возможно общение между пользователями, имеющими аккаунты на разных серверах. Если нарушится работа одного сервера, то это не повлияет на работу всей сети.